# Cayo Gumelemi
El Cayo Gumelemi (en inglés: Gumelemi Cay) es una pequeña isla justo al norte de la punta de la Bahía de Baker en el Cayo Guana Grande en las Bahamas. La isla es un terreno de anidación para las tortugas marinas. Las tortugas bobas, las tortugas carey y verdes anidan en los 2 acres (8.100 metros cuadrados) de la isla.
Bahía de Baker Golf & Ocean Club, es la propietaria de la isla y los 600 acres (2,4 kilómetros cuadrados) adyacentes a la misma, y tiene previsto desarrollar la superficie del territorio en seis lotes, a pesar de la oposición de algunas organizaciones.